# Möllevångstorget

Möllevångstorget är ett torg i området Möllevången i Malmö. På Möllevångstorget förekommer dagligen torghandel med frukt och grönsaker. Nattetid är torget flitigt bevistat då det omges av ett stort antal krogar. Det finns ett flertal pizzerior i närheten. 
År 2001 uppfördes kameraövervakning över torget i syfte att minska kriminaliteten. Kamerorna togs bort 2012 och återkom efter ett nytt beslut 2017.

## Historia och kopplingar till arbetarrörelsen
Möllevångstorget anlades 1904–1906. På torget utspelade sig de så kallade Möllevångskravallerna 1926.
Torget pryds av Axel Ebbes staty Arbetets ära, avtäckt 1931, som symboliserar områdets arbetarhistoria.
Möllevångstorget är frekvent utgångspunkt för arbetarrörelsens manifestationer och demonstrationer, däribland antifascistdemonstrationen den 16 mars 2014 och manifestationen för palestinier 14 maj 2021.

## Bilder

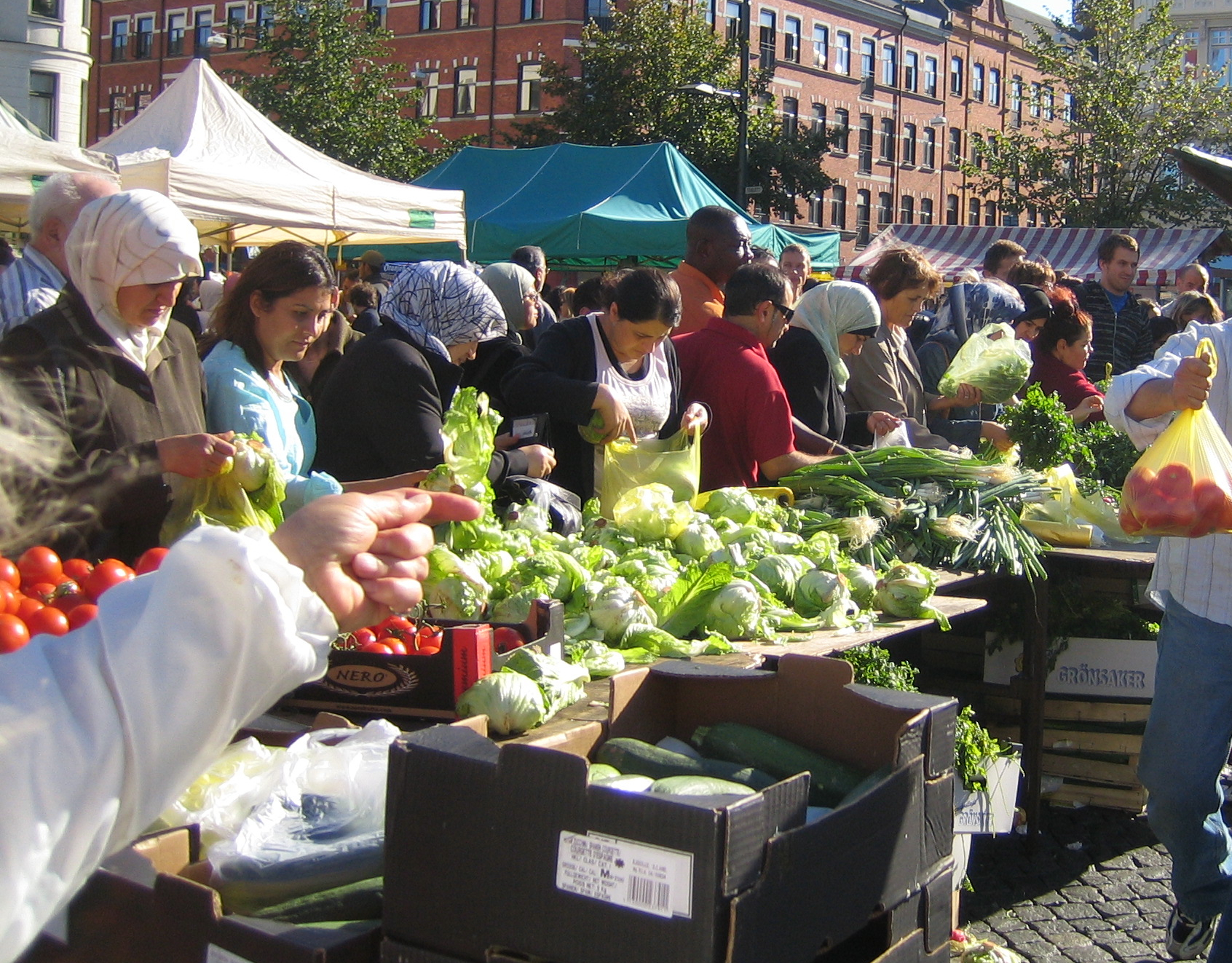
Torghandel på Möllevångstorget
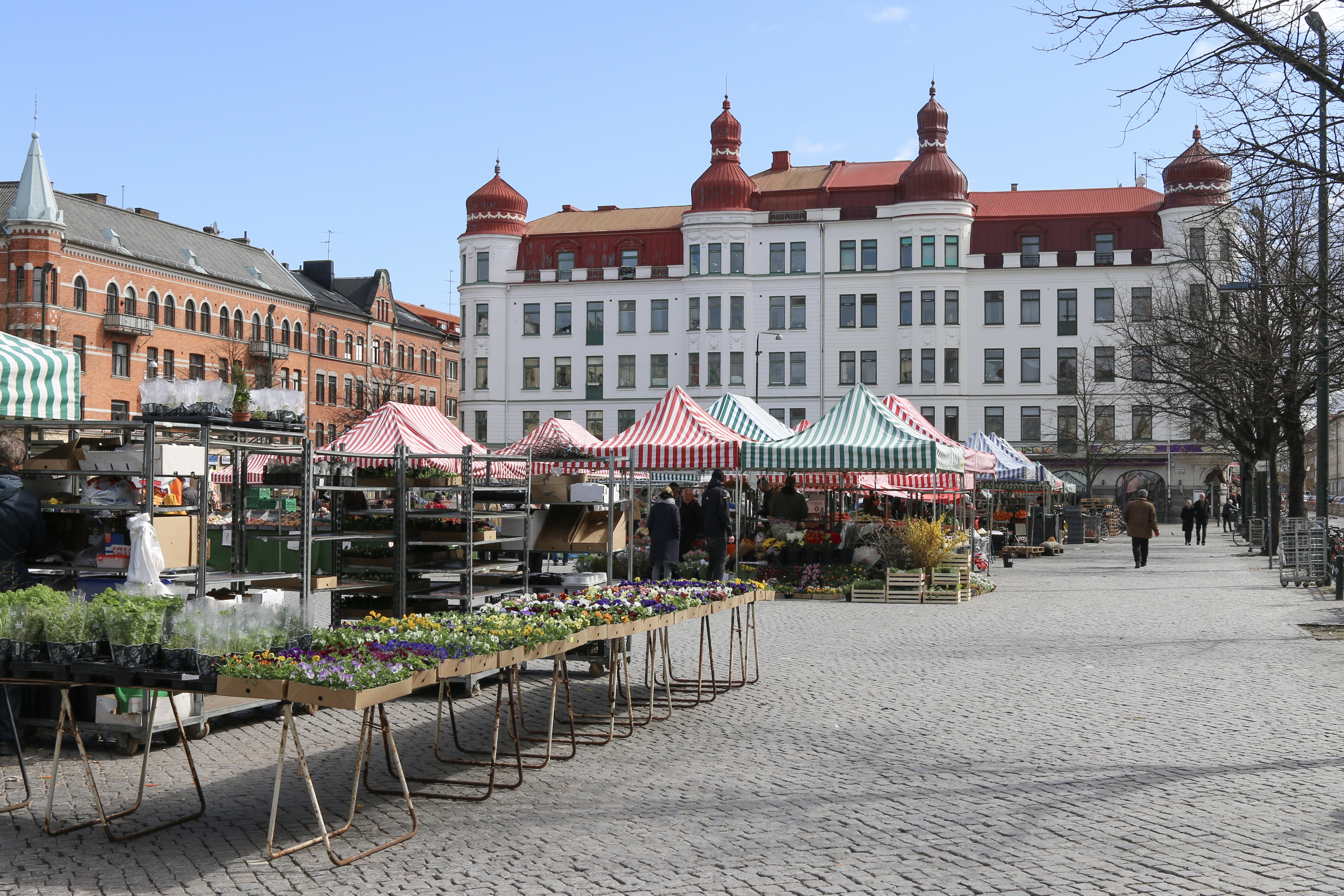
Möllevångstorget
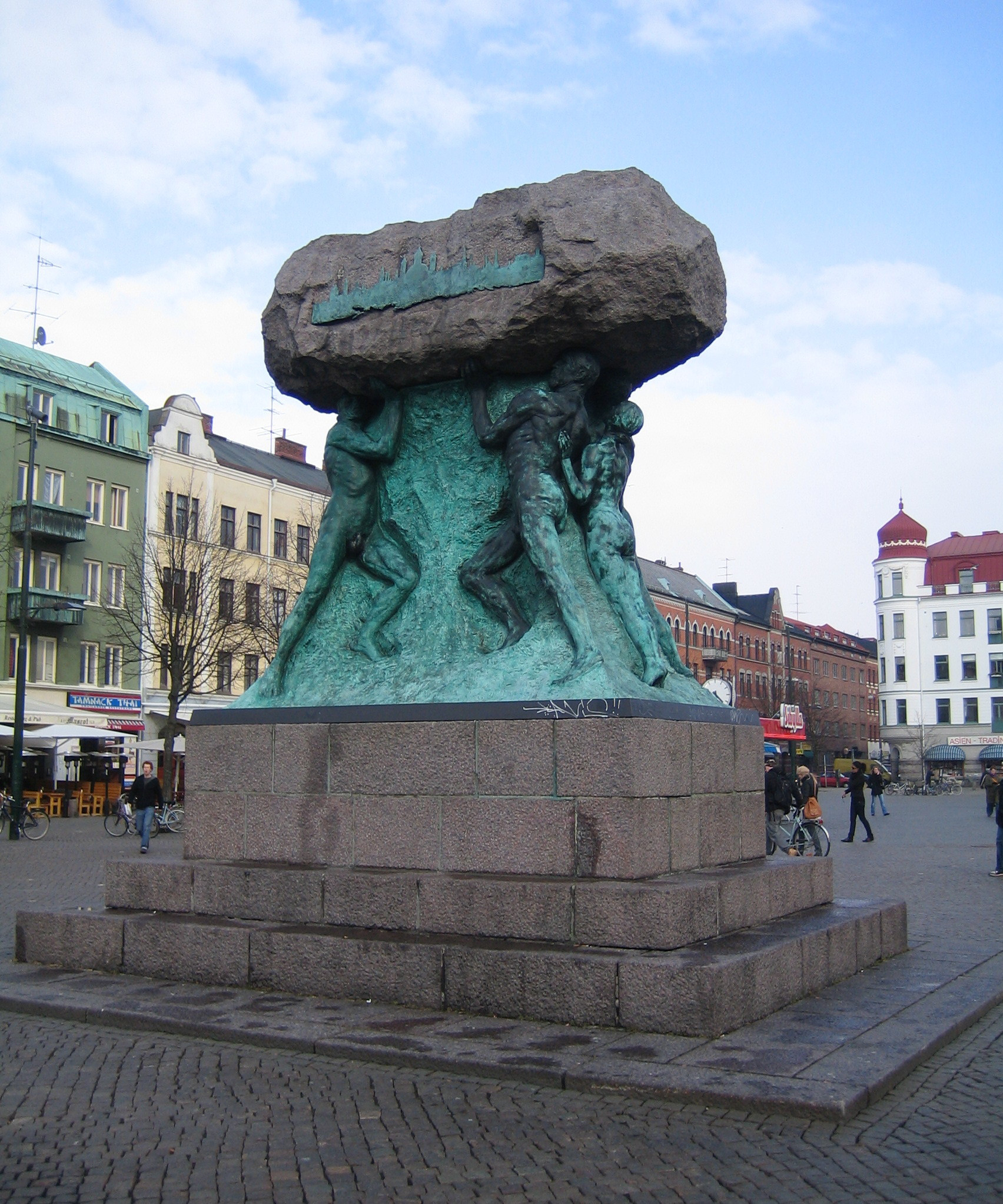
Arbetets ära av Axel Ebbe
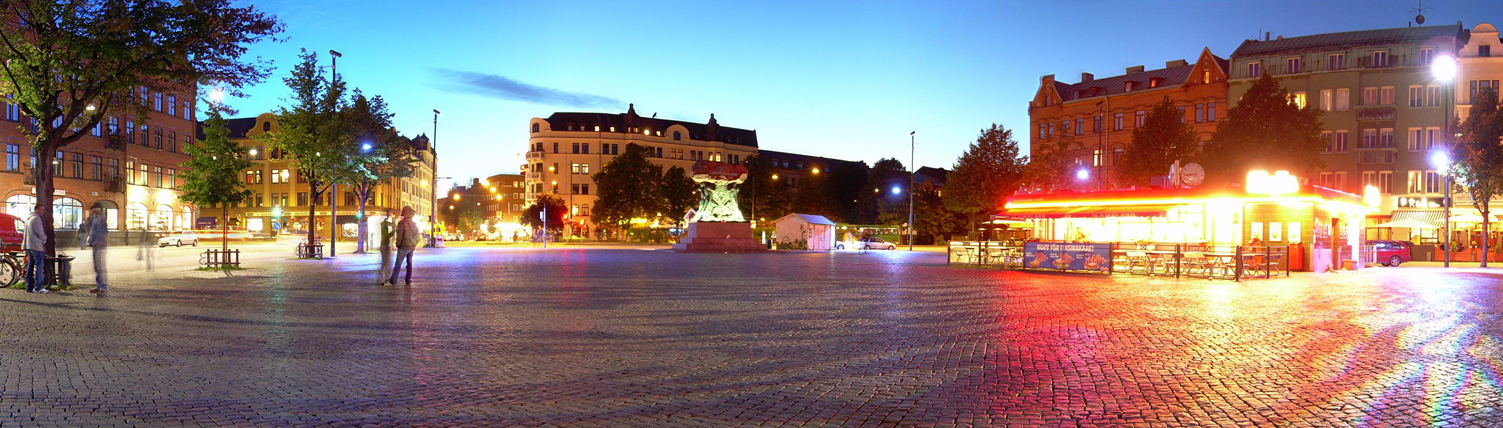
Panorama över torget